# Pandas Montauban Handisport
Maillots
Le Pandas Montauban Handisport est une section de rugby à XIII Fauteuil français du club Montauban Handisport, fondée 2007 et basée à Montauban dans le Tarn-et-Garonne.
Le club évolue en  Championnat de France « Élite 1 » en 2019.
Le club se développe depuis 2007 et, en 2019, compte deux internationaux dans ses effectifs.

## Palmarès
| Championnat de France             | Coupe de France                   |
| --------------------------------- | --------------------------------- |
| - Champion () : - Finaliste (-) : | - Vainqueur (-) - Finaliste (-) : |

## Joueurs ou personnalités notables
On peut citer le joueur Yannick Martin, qui avait rejoint son oncle, Jean-Marc Palue, capitaine alors de l'équipe : comme  Jean-Yves Ducos avant lui, il est sélectionné dans l'équipe de France. Ainsi que Rose Vincent, qui a participé à quelques sélection internationale.

## Liste des entraîneurs
Thomas régis
Farge benoit 

## Effectif
En 2019, le club annonce trois recrutements : Mickaël Breau (Albi) , Ricardo Pereira (Stade toulousain) et Lionel Alazard (Saint-Jory), qui agrandissent le groupe composé de Nicolas Lemaître , Yannick Martin , Jean-Yves Ducos, Vincent Rose , Jean-Marc Palu , Wilfred Seron  et Jérôme  Bonnet.

## Bilan du club toutes saisons et toutes compétitions confondues
Le club atteint les demi-finales du championnat de France et de la Coupe de France en 2019
Champions de France élite2: 2017.
Champions avenir: 2017, 2019.

## Médias
Le club est suivi principalement par les journaux diffusés dans le Tarn -et-Garonne : La Dépêche du Midi par exemple.
En 2019, France 3 Occitanie  annonce qu'elle suivra le club  tout au long de cette saison,« à raison d'un épisode par mois dans le "Magazine du Rugby" du samedi midi ».
Au niveau national par  le magazine Planète XIII et le site internet Treize Mondial.